# 货站街站
货站街站是郑州地铁4号线的地铁车站，位于中华人民共和国河南省郑州市金水区中州大道与青年路交叉口南侧，于2020年12月26日随4号线的开通而启用。

## 车站结构
货站街站的主体结构位于中州大道西侧绿化带地下，呈南北走向，为地下二层车站。其中B1层为站厅层，B2层为站台层。
| 1F  | 地面     | 所有出入口                                               |
| B1F | 站厅     | 客服中心、自动售票机、行李检查、闸机、车站控制室、警务室 |
| B2F | █ 4号线  | 往老鸦陈方向（东十里铺）                                 |
| B2F | 岛式站台 | 至站厅                                                   |
| B2F | █ 4号线  | 往郎庄方向（七里河）                                     |

### 站厅
货站街站的站厅位于B1层，设有客服中心、自动售票机、行李检查等设施。站厅由闸机和栏杆分隔为付费区和非付费区，站厅两端为非付费区，之间经通道连接，中部为付费区，内设有自动扶梯、步梯和无障碍电梯连接站台。站厅非付费区A口通道处设有卫生间和母婴室。

### 站台
货站街站设一座岛式站台，位于B2层，安装有高站台门。站台呈南北向，东侧站台面由4号线老鸦陈方向的列车使用，西侧站台面由4号线郎庄方向的列车使用。

### 出入口
货站街站设A、B、C三个出入口，均位于中州大道西侧，连接站厅的非付费区，B口设有无障碍电梯。
该站已开通各出入口信息如下：
|                                   | 中州大道（西） | |                      |      |
|                                   | 中州大道（西） | 郑州公交： \| 中州大道货站街 \| 中州大道货站街 \| 中州大道货站街 \| 中州大道货站街 \| 中州大道货站街 \| \| 编号 \| 路线 \| 路线 \| 路线 \| 备注 \| \| -------------- \| -------------- \| -------------- \| -------------------- \| -------------- \| \| 42 \| 经南五路公交站 \| ⇆ \| 北三环文化路 \| \| \| B16 \| 赣江路公交站 \| ⇆ \| 商务内环路商务东一街 \| \| |                      |      |
|                                   | 青年路（南）   | |                      |      |
| 注： 设有无障碍电梯 \| 设有卫生间 |                | |                      |      |
| 中州大道货站街                    |                | |                      |      |
| 编号                              | 路线           | 路线 | 路线                 | 备注 |
| 42                                | 经南五路公交站 | ⇆ | 北三环文化路         |      |
| B16                               | 赣江路公交站   | ⇆ | 商务内环路商务东一街 |      |